# ジェクス (企業)
ジェクス株式会社（JEX Co.,Ltd.）は大阪府大阪市中央区谷町に本社を置く、コンドームやベビー用品などの衛生・生活用品を主とした医療品を扱う総合医療品企業である。

## 概要
「愛のそばに　いつも」をテーマに、育児用品をはじめ、コンドーム、潤滑ゼリーなどの性サポート用品、医療用潤滑剤等を扱うメーカー。また「チュチュベビー」というベビー用品を扱うブランドを有してもいる（チュチュベビーについては後述）。
国内で最初に水溶性潤滑ゼリー付きコンドーム（ゼリアスキン）を開発しており、日本ゼリア工業所という名前であった。1972年（昭和47年）にベビー事業に進出すると同時に、社名をジェクスに変更。1997年（平成9年）にはチュチュベビーを関連会社として設立させるが、2004年（平成16年）の事業統合により、チュチュベビーを吸収合併している。
LOVERS（生理用品、コンドームなど）、WOMAN（ヘルス＆ビューティー、性快感ゼリーなど）、senior（シニアライフケア製品、いわゆるED対策）、baby＆mother（ベビー用品）、medical（医療用品）の5事業で成り立っている。

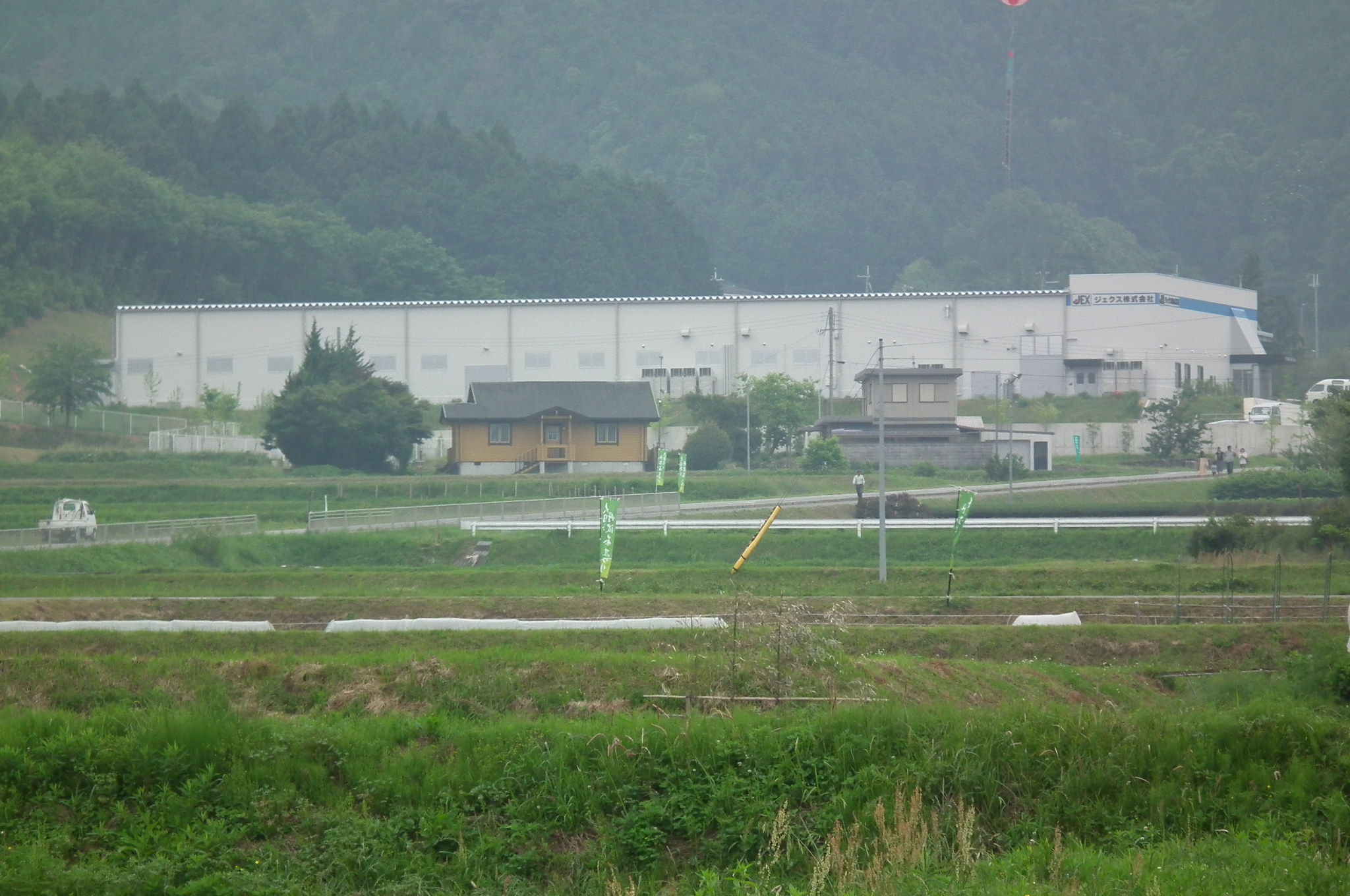
最新の設備を誇る2010年完成の篠山味間工場

## チュチュベビー
1972年（昭和47年）から始まったベビー及びマタニティ事業。最初の商品は哺乳瓶および乳首だけであったが、1980年代後半からアイテム数が増加。ペンギンの意匠がトレードマークで、各種ベビー用洗剤から食器類、入浴剤、スキンケアクリームなど幅広い商品群を持つ。1997年（平成9年）に関連会社として独立したが、2004年（平成16年）に再び経営統合している。ホームページのURLは独立している。

## 主な商品

### ジェクスコンドーム（ゼリヤコート）
- グラマラスバタフライ
  - ホット
  - モイスト
  - ジェルリッチ
  - リアル
  - ドット
  - 0.03モイスト
  - エル
  - ストロベリー
  - チョコレート
- ZONE
  - ZONE
  - ZONE Largeサイズ
  - ZONE Premium
- 激ドット
  - ロングプレイタイプ
  - ホットタイプ
- うすうす
- スゴうす
- iX（イクス）0.02［ポリウレタン製コンドーム］

### ジェクスセクシャルヘルス
- リューブゼリー［デリケートゾーン用潤滑ゼリー］
  - チューブタイプ
  - 分包タイプ
  - デリケートイン
  - ホット
  - PREMIUM
- 女性用セクシャルサポートアイテム
  - リューブゼリー ポーション［デリケートゾーン用潤滑ゼリー］
  - メノケア［デリケートゾーン用保湿液］
  - ゼリープラス メディカル［腟洗浄器］
- ボディ用ローション
  - SODローション
    - パッションタイプ
    - エモーションタイプ
    - クリエイションタイプ
    - ロングバケーションタイプ

  - キャンジール マジカルパレード
    - ゲキヌル
    - ゲキトロ

  - G-GREED PRO
    - SOFT
    - REAL
    - DEEP

  - G-GREED NEO
    - GRAND MAX
    - BACKGATE
    - ULTIMATE

  - 8986（バックヤロウ）
- 勃起補助リング
  - Dr.G マッスルリング
  - Dr.G バイブレーションリングW

### ChuChu［ベビー用品］
- 哺乳びん・乳首［スーパークロスカット］
  - スリムタイプ
  - 広口タイプ
  - 紙パック用乳首
- 洗浄アイテム
  - 哺乳びん野菜洗い
  - 乳首ブラシ
  - おでかけ消毒ケース
- 除菌アイテム
  - つけるだけ
    - 液体タイプ
    - タブレットタイプ

  - ミルボックスミニ
- ”出っ歯になりにくい”おしゃぶり
  - デンティスター１・２
  - 蓄光デンティスター１・２
  - ミッフィーデンティスター１・２
  - デンティスター３
- オーラルアイテム
  - L8020乳酸菌シリーズ
    - タブレット
      - ヨーグルト
      - イチゴ
      - ブドウ

    - マウスドロップ ブドウ
    - ハミガキタイムジェル
      - イチゴ
      - ブドウ

  - ジェルチェック イチゴ
  - ベビーフロスリーフ
  - バイバイスキンクリーム
- バスタイムアイテム
  - パパあらってシリーズ
    - お風呂カラダ洗い用手袋
    - こんにゃくスポンジ

  - フローデ インバスボディクリーム
- スキンケアアイテム
  - チュチュリップ
  - ミストデバリア［虫除け・防菌ミスト］
- ヘルスケアアイテム
  - かきむしり防止用手袋
  - 鼻水キュートル
  - やわらかジェル枕
  - わきの下専用ちょいパットアイス
  - 収納できるベビーつめきりハサミ
- ランドリーアイテム
  - アトピッシュ［植物性純液体石けん］
  - 液体漂白剤
- モグモグ小分けパック［離乳食用パック］

- シルキーヴェール［母乳パッド］
- マムリストケアバンド［手首サポーター］
  - シームレスタイプ
  - ハードタイプ

### 一般衛生用品
- L8020乳酸菌シリーズ
  - 新ラクレッシュマイルド［マウスウォッシュ］
  - ラクレッシュEX
    - 薬用液体ハミガキ
    - 薬用ハミガキジェル

  - ラクレッシュチュアブル レモンミント［タブレット］
- ア・セーヌ［汗取りパット］
- Etakマスクインナーフィルター

### 医療機関用製品
- プロゼリー（超音波診断用潤滑ゼリー）
- プロカバー(経膣用超音波診断器用カバー)
- つけるだけ濃縮タイプ(次亜塩素酸ナトリウム製剤)
- Etak (イータック、抗菌化スプレー)[2]
- スポーツ用ホットジェル ジェラルドジェル
- 滅菌潤滑剤　ステリラゼリー

### HP
- ジェクス
- ChuChu
- ジェクスセクシャルヘルスサポート
- グラマラスバタフライ
- ZONE
- G-GREED

### SNS
- ジェクス公式Twitter

- ジェクスセクシャルヘルス公式Twitter
- ZONEY［ZONEブランド公式アンバサダー］公式Twitter
- ChuChu公式Instagram